# Capriate San Gervasio
Capriate San Gervasio (lombardul: Cavriàt San Gervàs) település Olaszországban, Lombardia régióban, Bergamo megyében. Lakosainak száma 8144 fő (2023. január 1.). Capriate San Gervasio Bottanuco, Brembate, Canonica d’Adda, Filago, Trezzo sull’Adda és Vaprio d’Adda községekkel határos.

## Népesség
A település népessége az elmúlt években az alábbi módon változott:
| Lakosok száma | 8047 | 8173 | 8144 |
|               | 2017 | 2018 | 2023 |